# Nederlandse kampioenschappen schaatsen afstanden 2006 - 3000 meter vrouwen
De 3000 meter vrouwen op de Nederlandse kampioenschappen schaatsen afstanden 2006 werd gereden in december 2005, in ijsstadion Thialf te Heerenveen. Er namen twintig schaatssters deel.
Gretha Smit was titelverdedigster na haar zege tijdens de NK afstanden 2005.

## Statistieken

### Uitslag
| #      | Schaatser               | tijd    |
| ------ | ----------------------- | ------- |
| Goud   | Ireen Wüst              | 4.04,33 |
| Zilver | Renate Groenewold       | 4.04,64 |
| Brons  | Moniek Kleinsman        | 4.07,03 |
| 4      | Wieteke Cramer          | 4.08,52 |
| 5      | Gretha Smit             | 4.09,28 |
| 6      | Foske Tamar van der Wal | 4.11,10 |
| 7      | Jenita Hulzebosch-Smit  | 4.11,17 |
| 8      | Tessa van Dijk          | 4.11,85 |
| 9      | Carien Kleibeuker       | 4.11,91 |
| 10     | Marja Vis               | 4.12,45 |
| 11     | Helen van Goozen        | 4.12,52 |
| 12     | Jorien Voorhuis         | 4.14,36 |
| 13     | Sandra 't Hart          | 4.14,94 |
| 14     | Ingeborg Kroon          | 4.18,59 |
| 15     | Lisette van der Geest   | 4.19,17 |
| 16     | Lisanne Soemanta        | 4.19,40 |
| 17     | Mireille Reitsma        | 4.21,36 |
| 18     | Daniëlle Bekkering      | 4.22,56 |
| 19     | Diane Valkenburg        | 4.22,82 |
| 20     | Marleen Geuzendam       | 4.23,73 |